# 方时炯
方时炯，安徽桐城人，是一名清朝政治人物。
方时炯曾于1907年接替李超琼任南汇县知县一职，同年年由王念祖接任。